# Comedia picaresca

Alberto Olmedo, Susana Giménez, Moria Casán y Jorge Porcel en A los cirujanos se les va la mano (1980) de Hugo Sofovich.

La comedia picaresca es un tipo de comedia cinematográfica para adultos de Argentina que tuvo especial desarrollo entre los años 1970 y 1980, siendo uno de los géneros más exitosos de la industria local durante los años de la última dictadura cívico-militar (1976–1983). El mayor exponente del género fue la serie de películas protagonizadas por el dúo cómico de Alberto Olmedo y Jorge Porcel para la productora Aries Cinematográfica Argentina, las cuales se caracterizaron por su «contenido sexual ligero, el abordaje de temas prohibidos como la infidelidad y la disociación entre sexo y amor, el uso de doble sentido y la presencia de mujeres-objeto con escasa ropa». Las comedias picarescas eran películas de bajo presupuesto rodadas en pocas semanas con el fin de explotar el producto lo más rápido posible, imitando el modelo de las quickies hollywoodenses. El género ha sido comparado a otros fenómenos similares como el landismo y el cine de destape en España, las pornochanchadas en Brasil y el cine de ficheras o sexycomedias en México, todos ellos pertenecientes a la comedia erótica.

## Historia

### 1963–1972: Origen y antecedentes
Sus comienzos pueden remontarse a la década del sesenta con las películas de hoteles alojamientos que, producto de la modernización del campo cultural y de los cambios producidos en las costumbres y los consumos de la clase media porteña, llevaron a la pantalla grande las inquietudes sexuales de dicha clase. Estas películas lograron construir una fórmula –comicidad centrada en lo erótico y lo sexual, elencos integrados por figuras popularizadas de diversos ámbitos, presencia de mujeres con poca ropa para disfrute del espectador masculino– que fue luego repetida y reformulada a lo largo de los años por diversas figuras cómicas.

Se ha señalado a la película La cigarra no es un bicho, dirigida por Daniel Tinayre y estrenada en 1963, como el primer antecedente del género. La historia transcurre en un albergue transitorio (u «hotel alojamiento»), donde los concurrentes son puestos en una cuarentena obligatoria tras un caso sospechoso de peste bubónica. La temática era audaz para la época y fue prohibida para menores de 18 años. Según Marina Zucchi, la película «rasguña en temas que no se hacían públicos en el cine, como el sexo en los espacios ocultos para el encuentro íntimo (más de una década antes de que nos invadiera la seguidilla de películas de "telos" de Olmedo y Porcel)». Además, La cigarra no es un bicho fue la primera película argentina en tener lenguaje soez, cuando en un momento el personaje de Luis Sandrini dice «soy un pelotudo». Según el diario Clarín: «Era la primera vez que el cine (o el teatro, o la radio, o la televisón) ponía en su boca una palabrota, y los acomodadores de entonces juraban que era ella la que llenaba los cines».
El éxito de taquilla de La cigarra no es un bicho «instauró las pautas de un género que siempre buscó la taquilla ante todo, pero que siempre, también, cuidó muy bien de no decepcionar a sus seguidores: reparto multiestelar y situaciones episódicas o rapsódicas». En 1965, la productora Aries Cinematográfica Argentina incursionó en la comedia picaresca con el estreno de Hotel alojamiento de Fernando Ayala, quien antes había dirigido títulos «serios» que posicionaron a la empresa, como El jefe (1958) y El candidato (1959). Hotel alojamiento fue un éxito de crítica y taquilla que salvó a la productora de la quiebra, lo que impulsó proyectos similares. Para Aries, Ayala también dirigió las picarescas Cuando los hombres hablan de mujeres (1967) y La Gran Ruta (1971), que impuso la moda de títulos con doble sentido. Argentina Sono Film —productora de La cigarra no es un bicho— retomó el género con el estreno de La cigarra está que arde (1967) de Lucas Demare. Aun así, ninguna de estas películas logró alcanzar el éxito comercial ni el reconocimiento logrados por La cigarra no es un bicho y Hotel alojamiento.

### 1973–1981: Consolidación y auge
En 1973, el dúo cómico de Alberto Olmedo y Jorge Porcel llegó a la productora Aries como resultado de un arreglo comercial entre sus dueños —Fernando Ayala y Héctor Olivera— y un nuevo grupo de socios: el productor Nicolás Carreras  y los hermanos Gerardo y Hugo Sofovich. La primera película protagonizada por los comediantes para Aries fue Los caballeros de la cama redonda (1973), dirigida por Gerardo Sofovich, la cual tuvo un gran éxito de taquilla que llevó a la productora a realizar nuevas producciones igual de exitosas. Estas películas instalaron una nueva fórmula taquillera definida por la «conjunción del humor pasatista y subido de tono de Olmedo y Porcel y los desnudos de vedettes populares».
El éxito de estas producciones llevó a que el modelo propuesto por Aries comenzara a ser imitado por otras productoras, convirtiendo a la comedia picaresca en un «modelo cultural hegemónico durante el último gobierno militar». Por ejemplo, Producciones Rafael Cohen realizó Clínica con música (Francisco Guerrero, 1974) y Hay que parar la delantera (Rafael  Cohen, 1977), entre otras; Todo Show contrató a Gerardo Sofovich como guionista y director luego de su alejamiento de Aries, para las comedias Las muñecas que hacen ¡pum! (1979)  y La noche viene movida (1980); mientras que Rey Films Cinematográfica produjo Hotel de señoritas (Enrique Dawi, 1979) y La guerra de los sostenes (Gerardo Sofovich, 1980).
Las películas protagonizadas por Olmedo y Porcel para la empresa Aries entre 1973 y 1982 definieron el estilo denominado comedia picaresca. El elenco de estas películas estaba compuesto por comediantes populares y por mujeres «cuya escultural belleza funcionaba como un atractivo para el público masculino». Estos papeles eran interpretados por actrices y vedettes provenientes de la revista porteña, siendo Susana Giménez y Moria Casán quienes más se destacaron. También estuvieron Adriana Aguirre, Graciela Alfano, Luisa Albinoni, Mónica Gonzaga, Susana Traverso y Beatriz Salomón, entre otras. Algunos de los actores y cómicos que figuraron en estas películas fueron Tristán, Javier Portales, César Bertrand, Adolfo García Grau, Mario Sánchez, Mario Sapag, Marcos Zucker y Julio de Grazia.
Fabio Nicolás Fidanza describe las principales características de la comedia picaresca hegemonizada por el dúo de Olmedo y Porcel:

Este tipo de humor es el resultado de la conjunción de diversos elementos pertenecientes a distintas variantes del humor popular. Del humor costumbrista televisivo tomaron algunos de sus personajes estereotípicos a la vez que los espacios en donde transcurre gran parte de las historias —el  interior del hogar, el barrio, las oficinas, los bares— y el lenguaje coloquial que utilizan los actores. Del teatro de revistas se valieron del humor  subido de tono y los chistes procaces de los capo-cómicos revisteriles. Por último, se nutrieron de un conjunto de comedias que, a tono con la modernización del campo cultural y los cambios producidos en las costumbres y consumos de la clase  media porteña durante los años  sesenta, llevaron a la pantalla grande los conflictos sexuales de esta clase. De ellas tomaron algunos de los elementos de la fórmula que estas películas establecieron: un elenco de figuras conocidas, semi-desnudos femeninos y un humor centrado en lo sexual.

Las comedias picarescas proponen, en general, el mismo tipo de historias. Narran como un conjunto de adultos masculinos de clase media que, aburridos de la rutina laboral y de la vida familiar, salen en busca de mujeres y terminan involucrándose en problemas fruto de una confusión y de su torpeza. Lo reidero se produce por medio de diversos recursos entre los que se destacan el humor verbal —por medio  de chistes y juegos de  palabras— y los gags visuales. Haciendo uso de la ambigüedad propia del lenguaje, los cómicos, subvierten los significados tradicionales de las palabras y crean asociaciones que están por fuera del uso común de las mismas dando lugar a situaciones cómicas. Este tipo de asociaciones, a tono con el humor picaresco, giran en torno del sexo. De esta forma a lo largo de la saga proliferan los chistes y juegos de palabras en donde se utilizan distintos tipos de eufemismos para referirse a todo lo concerniente al sexo. El efecto cómico se produce a partir de la capacidad que tienen ambos cómicos de renovar o dar nuevos sentidos a las palabras que utilizamos en la vida cotidiana. Los gags visuales también giran en torno de lo sexual. Su objetivo no es solo hacer reír al espectador sino también la mostración del cuerpo femenino.

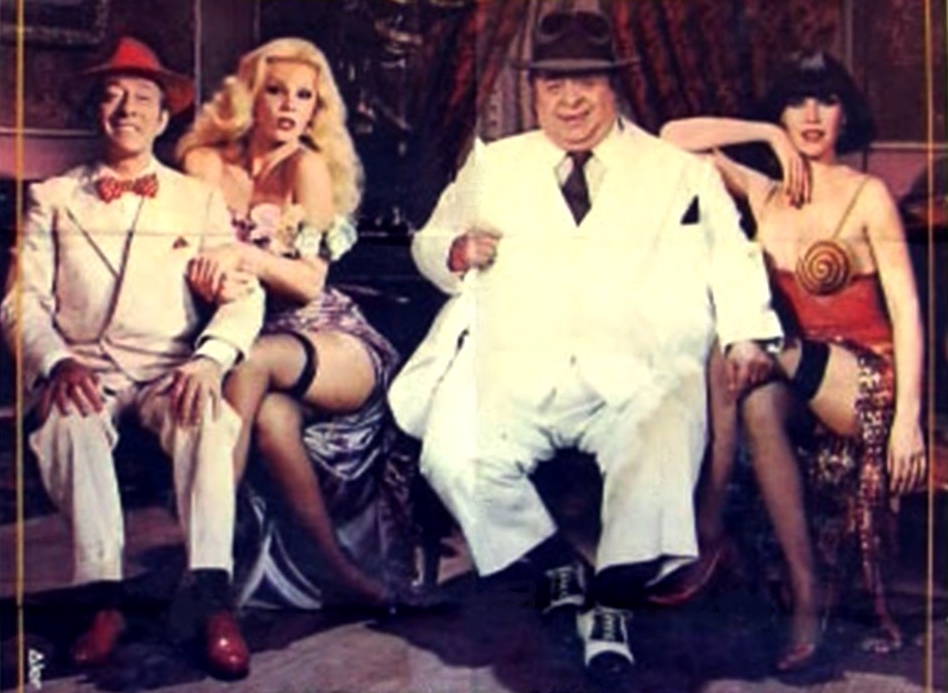
Olmedo, Susana Giménez, Porcel y Moria Casán en Las mujeres son cosa de guapos (1981) de Hugo Sofovich.

Durante la última dictadura cívico-militar iniciada en 1976, la comedia picaresca vivió su momento de auge, y la propia Junta Militar apoyó y financió decenas de películas. Según señala Natalia Milanesio, la comedia picaresca fue el «género que más eludió la censura durante la dictadura». Esto se debió a que, a pesar de su contenido subido de tono, las películas no incluían desnudos ni contenido sexual explícito, por lo que eran toleradas por el ECC. Además, las comedias picarescas eran «esencialmente conservadoras ya que la mayoría exaltaba el matrimonio, los roles tradicionales de género y el decoro, y las tramas solían castigar a los personajes sexualmente liberados», como sucede en las películas Encuentros muy cercanos con señoras de cualquier tipo (1978) y Custodio de señoras (1979). Por otro lado, el humor «mitigaba sus aspectos más disruptivos». En una entrevista publicada en el libro 1ra encuesta sobre sexualidad y pareja (1987), un censor afirmaba que el género de la comedia picaresca no fue prohibido por el ECC porque «ridiculiza el sexo y lo hace ver como algo feo, torpe y vulgar».
Aries se convirtió en la productora de mayor actividad durante los años de la última dictadura, y más de la mitad de sus títulos publicados en el período fueron las comedias picarescas protagonizadas por el dúo de Olmedo y Porcel. Escribiendo sobre la comedia picaresca durante la dictadura, Débora D'Antonio señala que: «Estos films no fueron en absoluto marginales en la industria cinematográfica local, ya que de un total de ciento noventa  y dos películas realizadas y estrenadas comercialmente durante el autodenominado Proceso de Reorganización Nacional, treinta y dos de ellas o diecisiete por ciento del  total, como quiera evaluarse, compartieron un universo simbólico con personajes prototípicos y un modo de narrar y de representar en imágenes al género y a la sexualidad».

### 1982–1994: Declive y transición al video
A comienzos de los años 1980, el modelo picaresco impulsado por Aries mostraba señales de agotamiento. Por un lado, la crisis económica causada por el fracaso de las políticas financieras de José Alfredo Martínez de Hoz generó «un estancamiento en la producción cinematográfica, la disminución de estrenos nacionales y un aumento en el precio de las entradas que generó el alejamiento de las clases populares de los cines». Por otro lado, el fenómeno del «destape» devino en la producción de películas con altos grados de sexo y violencia. Así, la comedia picaresca de Olmedo y Porcel «ya no solo tenía competidores que imitaban su modelo, sino que ahora debía competir con un cine que, encuadrado dentro del exploitation, mostraba todo aquello que estas comedias no habían podido mostrar». En este contexto, el dúo de Olmedo y Porcel abandonaron la comedia picaresca y viraron a las películas infantiles, con títulos como Los fierecillos se divierten (1983), Rambito y Rambón, primera misión (1986), Los colimbas se divierten (1986) y Los colimbas al ataque (1987).
La última película picaresca en estrenarse en cines fue Enfermero de día, camarero de noche de Aníbal Di Salvo en 1991. Sin embargo, el género no desapareció, sino que se adaptó al formato del video hogareño en un contexto de expansión de las videocaseteras y los videoclubes. Las editoras que se lanzaron a este formato fueron Arrakis de Roberto Sena, Buena Onda Home Video de Pablo Bellini, y más tarde productoras como Pictoris Cinematográfica de Héctor Bailez, siendo este último el más experimentado. La crisis económica del país afectó profundamente el proyecto de la comedia picaresca en video, la cual manejó presupuestos aún más bajos que la picaresca cinematográfica. Las jornadas de filmación se realizaban con urgencia y en pocos días, y se puso «en práctica un tipo de puesta en escena sin riesgos, cercana a la de los programas de ficción cómica que poblaban la televisión en el período».
Varios elementos emparentaron a las comedias picarescas en video con la televisión, incluyendo el uso de planos de cámara fija y tomas de larga duración, lo que obligó a los cómicos a recurrir al humor verbal por sobre el trabajo con la imagen. Sin embargo, Fidanza señala que: 

El uso de la palabra que se puede apreciar en estas comedias es opuesto al que realizaba la picaresca cinematográfica. Este tipo de comedia tuvo siempre un fuerte contenido sexual. La comicidad se sostenía, en gran parte, sobre chistes que hacían referencia al sexo. La risa era provocada por el uso que los actores hacían de lo no dicho, de lo sugerido, de eufemismos creativos que les permitían hablar de aquello que la censura consideraba inmoral. (...) En su paso al video este uso del lenguaje se transformó y lo que antes era sugerido de forma creativa pasó a estar explicitado. Desaparecieron las metáforas sexuales dando lugar a la grosería y el insulto.

De esta manera, aunque la puesta en escena de la picaresca en video la acercaba a la televisión, el uso de groserías e insultos la alejaba. A pesar del fenómeno del «destape» y la permisividad que permitió en la televisión, esta continuó siendo un espacio controlado sin las libertades que permitía el video. Los editores de video aprovecharon esto utilizando la grosería y la explotación del sexo de otra forma, e incluso varias comedias eran publicitadas con el eslogan «lo que no se puede ver en televisión». Algunos ejemplos de este último período de la comedia picaresca en su adaptación al video son Más loco que un crucero (Néstor Robles y Roberto Sena, 1989), Trolos, sordos y locas (Pablo Bellini, 1991) y Maestro de pala (Emilio Vieyra, 1993), entre otros.
En febrero de 1998, Aries estrenó la película La herencia del tío Pepe (1998), la primera película dirigida por Hugo Sofovich en diez años, la cual fue interpretada por los críticos como un regreso de la comedia picaresca a las pantallas. Sin embargo, la película no fue bien recibida por la crítica y atrajo pocos espectadores a salas, aunque cumplió con su objetivo de lanzar el programa de televisión Rompeportones integrado por la mayoría del elenco.

## Análisis crítico
A pesar de haber gozado de gran éxito durante décadas, el humor de las comedias picarescas no ha envejecido bien ante los estándares sociales actuales, y se ha criticado su misoginia, violencia de género, homofobia, humillación corporal y antisemitismo. Sin embargo, estas películas son valiosas para analizar distintos aspectos de la sociedad de su época, como su mirada dominante hacia los roles de género y la diversidad sexual. En 2020, Verónica Boix escribió en Clarín: «El éxito del dúo cómico respondía a cierto consenso social en cuanto al valor de los cuerpos vulnerados en las escenas. Criticarlos no es criticar un tipo de humor, sino dejar a la vista los prejuicios y mandatos que ocultan». Escribiendo en Infobae, Matías Bauso declaró: «Es humor de hace medio siglo atrás. Más que para condenar a los que están involucrados, sirve para entender el clima de época, cuál era el lugar de la mujer y sobre qué se hacía humor».
Las películas picarescas de Olmedo y Porcel han sido utilizados como ejemplos de la cultura de la violación, un concepto desarrollado por el feminismo para explicar la prevalencia de la violencia sexual contra las mujeres, la normalización social en torno a ella, y el conjunto de creencias, estereotipos y conductos que generan y alimentan la idea de que las mujeres son propiedad del hombre. Una escena que ha sido citada en varias ocasiones corresponde al final de la película A los cirujanos se les va la mano (1980), en la que el dúo de Olmedo y Porcel dejan inconscientes con anestesia a Susana Giménez y Moria Casán para tener sexo con ellas, terminando «con música feliz, compartiendo con el público masivo que festejaba nada más que la complicidad en una violación». En otro caso, la película Los hombres solo piensan en eso (1976) incluye una escena en la que Giménez se desmaya frente a Olmedo y Porcel y, creyéndola muerta, el primero «se desabrocha los pantalones con gesto libidinoso» justo antes de que ella se despierte.